# Константин Конік
Константи́н Ко́нік (31 грудня 1873, Тарту, Естонія — 3 серпня 1936, Тарту, Естонія) — естонський політик і хірург, член Комітету спасіння Естонії.

## Біографія
Константин Конік народився в робітничій сім'ї, його батько був візником. Після навчання у Дерптській гімназії закінчив медичний факультет Дерптського університету і в 1903 році захистив ступінь доктора наук в Одеському університеті.
8 березня 1920 року Конік увійшов в історію Тартуського університету, прочитавши першу лекцію з медицини естонською мовою. Університет Тарту став Естонським національним університетом тільки в 1919 році, до цього будучи німецьким університетом, де використовувалася тільки німецька, а з 1880-х років — російська мова.

### Особисте життя
Був одружений з Матільде-Альвіне Пістрікуга (1909–1929) і Вікторії Трігіга (1930–1935). Його друга дружина не мала дітей, але в 1933 році вона удочерила дівчинку Вікторію.

### Хвороба і смерть
Восени 1933 року Конік захворів на депресію, а потім був паралізований в результаті оклюзії мозку.

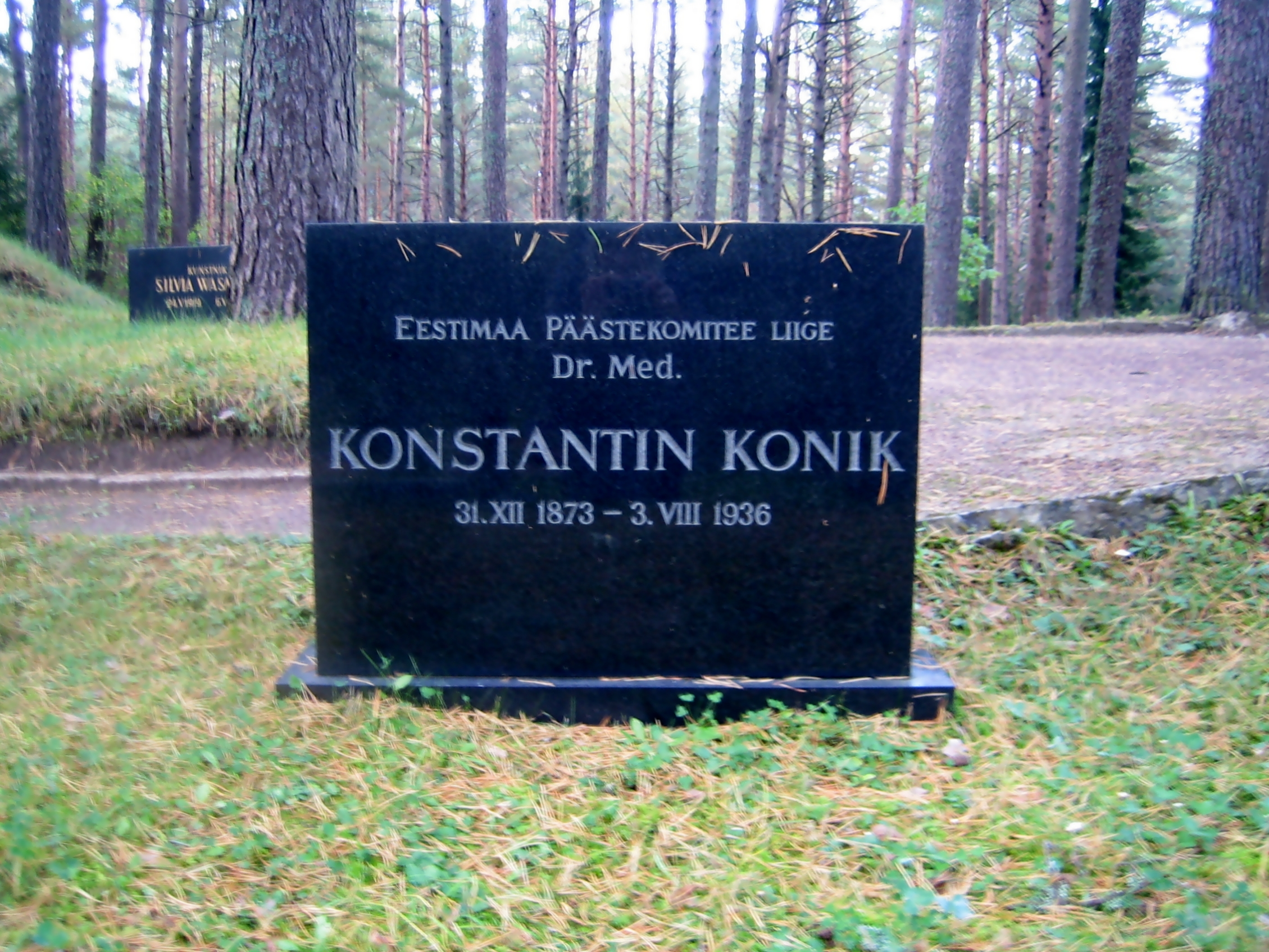
Могила Коніка на Лісовому цвинтарі Талліна

Костянтин Конік помер 3 серпня 1936 року в Тарту. Похований на Лісовому цвинтарі Талліна.